# Cap de Bizerta
El cap de Bizerta (àrab: رأس بنزرت, Raʾs Binzart) és un cap situat a 1 km al sud del cap Blanc. Es troba al nord de la ciutat de Bizerta, al final d'una platja que va entre la ciutat i el cap i obre la badia o llac de Bizerta.